# Nulende
Nulende ist eine Wüstung im Hanauerland.

## Geografische Lage
Die genaue Lage der Wüstung Nulende ist nicht bekannt. Mögliche Standorte wurden auf den Gemarkungen von Freistett (Stadt Rheinau), Bodersweier oder Querbach (Stadtteile von Kehl) vermutet.

## Geschichte
Nulende war ein Lehen des Bischofs von Straßburg an die Herren von Lichtenberg. Die Erstbelehnung erfolgte 1274. Um 1330 kam es zu einer ersten Landesteilung zwischen Johann II. von Lichtenberg, aus der älteren Linie des Hauses, und Ludwig III. von Lichtenberg. Dabei fiel Nulende in den Teil des Besitzes, der künftig von der älteren Linie verwaltet wurde. In der Herrschaft Lichtenberg war es dem Amt Willstätt zugeordnet.
Mitte des 15. Jahrhunderts als Bestandteil des Amtes noch nachgewiesen, ist es später wüst gefallen.